# Ivisan
Ivisan is een gemeente in de Filipijnse provincie Capiz op het eiland Panay. Bij de laatste census in 2007 had de gemeente bijna 26 duizend inwoners.

## Geografie

### Bestuurlijke indeling
Ivisan is onderverdeeld in de volgende 15 barangays:
| - Agmalobo - Agustin Navarra - Balaring - Basiao - Cabugao - Cudian - Ilaya-Ivisan - Malocloc Norte | - Malocloc Sur - Matnog - Mianay - Ondoy - Poblacion Norte - Poblacion Sur - Santa Cruz |

## Demografie
Ivisan had bij de census van 2007 een inwoneraantal van 25.882 mensen. Dit zijn 1.626 mensen (6,7%) meer dan bij de vorige census van 2000. De gemiddelde jaarlijkse groei komt daarmee uit op 0,90%, hetgeen lager is dan het landelijk jaarlijks gemiddelde over deze periode (2,04%). Vergeleken met de census van 1995 is het aantal mensen met 3.162 (13,9%) toegenomen.

De bevolkingsdichtheid van Ivisan was ten tijde van de laatste census, met 25.882 inwoners op 54,2 km², 477,5 mensen per km².